# Guitar Hero Mobile
Guitar Hero Mobile es una serie de videojuegos de música adaptada de la serie Guitar Hero para teléfonos móviles, incluyendo los dispositivos BlackBerry y la plataforma Windows Phone, siendo desarrollada por MachineWorks Nothwest LLC y distribuida por Hands-On Mobile. Los tres primeros títulos de la serie fueron desarrollados por MachineWorks Nothwest LLC y distribuidos por Hands-On Mobile, mientras que la versión móvil de Guitar Hero 5 fue desarrollada por Glu Mobile. El primer videojuego, Guitar Hero III Mobile, fue lanzado el 20 de diciembre de 2007.
Siendo una serie derivada de Guitar Hero, su sistema de juego es similar al de los títulos de la serie original. El jugador debe acertar ciertas notas que aparecen en la parte inferior de la pantalla y debe sincronizar el ritmo del juego con la música que se escucha al fondo para mantener una melodía constante y ganar así puntos. Para tocar dichas notas, el jugador —a diferencia de utilizar un control con forma de guitarra que simula las cuerdas y trastes— debe usar las teclas numéricas en el teclado del móvil. Otras características de la serie incluyen tablas de clasificación en línea, opción para guardar partida, y la obtención de logros mediante el cumplimiento de ciertos criterios en el juego. De todas formas, el juego cuenta solo con el modo carrera para un jugador y no hay modo multijugador —esto último siendo agregado en Guitar Hero World Tour Mobile.
Otras características de la serie incluyen ciertos elementos de un juego de rol, estos agregados en Guitar Hero Backstage Pass, donde además de solo emular canciones y conciertos; también se debe gestionar a su banda acerca de su popularidad, marketing, riqueza e interpretaciones. Además la versión móvil de Guitar Hero World Tour, que añade la opción de emular tocar batería para todas las canciones incluidas, además de la guitarra líder. Mientras que los tambores se tocan de manera similar a la guitarra, también el bombo bajo, marcado como una línea horizontal a lo largo del diapasón en la pantalla, lo que requiere que el jugador presione cierto botón en el teclado del teléfono.
Guitar Hero Mobile fue bien recibida por la crítica. IGN llamó a Guitar Hero III Mobile como una «buena adaptación», 1UP.com criticó el diseño compacto que podía llevar a calambres de mano, y el espacio limitado que permitió que solo dos canciones se almacenaran a la vez. GHIII Mobile ganó el galardón a «Mejor Juego» en la Qualcomm 2008 BREW Developers Conference, mientras que Backstage Pass obtuvo el Premio Webby de 2009 a la «Mejor Aplicación de Juego para Móviles». La serie ha demostrado ser popular comercialmente, habiendo dos millones de descargas en total de todos los títulos lanzados, y más 250 000 reproducciones de canciones cada día en toda la serie.

## Sistema de juego

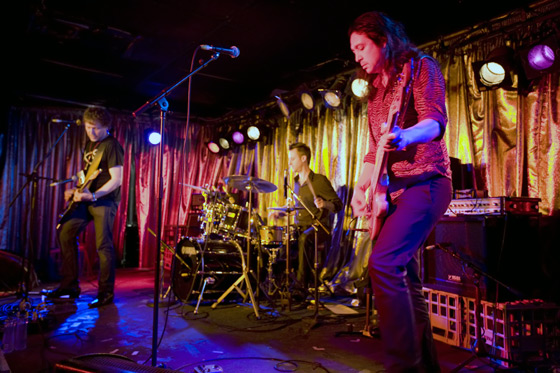
El sistema de juego en la serie Guitar Hero Mobile sigue un núcleo similar a la original, donde se mantiene el HUD sin cambio alguno, mostrando las notas que aparecen en la parte inferior de la pantalla. En la imagen, la banda Kim Salmon and the Surrealists.

Siendo una serie derivada de Guitar Hero, su sistema de juego es similar al de los títulos de la serie original. El jugador debe acertar ciertas notas que aparecen en la parte inferior de la pantalla y debe sincronizar el ritmo del juego con la música que se escucha al fondo para mantener una melodía constante y ganar así puntos. Para tocar dichas notas, el jugador —a diferencia de utilizar un control con forma de guitarra que simula las cuerdas y trastes— debe usar las teclas numéricas en el teclado del móvil. Igualmente, y a diferencia de la serie original, el juego posee tres trastes en vez de cinco para emular tocarlos. Las teclas de números utilizados en los trastes son: «1», «4», y «7» para las notas verdes; «2», «5», y «8» para las notas rojas; y «3», «6», y «9» para las notas de color amarillo. Al igual que utilizar un control estándar en vez de la guitarra, el jugador sólo debe presionar los botones correctos, e igualmente no es necesario generar el rasgueo. Se puede aumentar la duración de las notas manteniendo el botón que simula un traste presionado hasta que terminen, siendo posible presionar más de uno a la vez. El errar una nota hace que el medidor de desempeño descienda. Cuando el medidor disminuye demasiado, el jugador pierde la partida y se representa en el juego como si abuchearan a la banda en el escenario. Si se tocan de manera correcta diez notas sucesivas, se multiplica el puntaje del jugador y esto puede ocurrir hasta cuatro veces seguidas. De igual forma que la serie homóloga, el juego también posee secciones especiales que poseen notas con forma de estrella utilizables para obtener «Star Power». Cuando se posee suficiente, se puede activarlo —a diferencia de la serie homóloga, rotando el control con forma de guitarra verticalmente o presionando un botón específico en el control— presionando el botón «*» o «OK» en el centro de los cursores de dirección.
Otras características de la serie incluyen tablas de clasificación en línea, opción para guardar partida, y la obtención de logros mediante el cumplimiento de ciertos criterios en el juego.
 El juego cuenta solo con el modo carrera para un jugador, poseyendo quince canciones clasificadas en tres niveles (conocido en inglés como «Tier») similares a los de la serie original; y poseyendo también el modo partida rápida, que permite al jugador tocar cualquier canción —mientras éste la haya desbloqueado en el modo carrera— en cualquier momento. De todas formas, el juego no posee un modo multijugador.
Guitar Hero Backstage Pass añade a la serie ciertos elementos de un juego de rol, donde los jugadores no sólo emulan conciertos y canciones como en Guitar Hero III Mobile, sino que también el jugador debe gestionar a su banda acerca de su popularidad, marketing y riqueza, y planificar sus interpretaciones en escenarios. Completar con éxito estas tareas le ayuda al jugador a ganar más dinero producto de sus actuaciones en vivo, y desbloquear nuevas guitarras y equipos que pueden ser utilizados por la propia banda para seguir mejorando su rendimiento y experiencia.
En consonancia con la expansión de la serie original al incluir la emulación de batería y partes vocales en Guitar Hero World Tour, la versión móvil de éste añade la opción de emular tocar batería para todas las canciones incluidas, además de la guitarra líder. Mientras que los tambores se tocan de manera similar a la guitarra, también el bombo bajo, marcado como una línea horizontal a lo largo del diapasón en la pantalla, lo que requiere que el jugador presione cierto botón en el teclado del teléfono. El juego, al jugar en los teléfonos avanzados que reconocen las pulsaciones de teclas simultáneas, soporta la reproducción de los acordes de guitarra o batería de forma sincrónica. World Tour Mobile también soporta un modo de dos jugadores en forma competitiva, similar al modo batalla introducido en Guitar Hero III: Legends of Rock; un jugador puede ser capaz de recoger Power-ups —que se pueden activar de la misma manera que el Star Power—, esto para afectar la habilidad del oponente durante un breve período de tiempo. No fueron hechas mayores ediciones para Guitar Hero 5 Mobile.

## Desarrollo

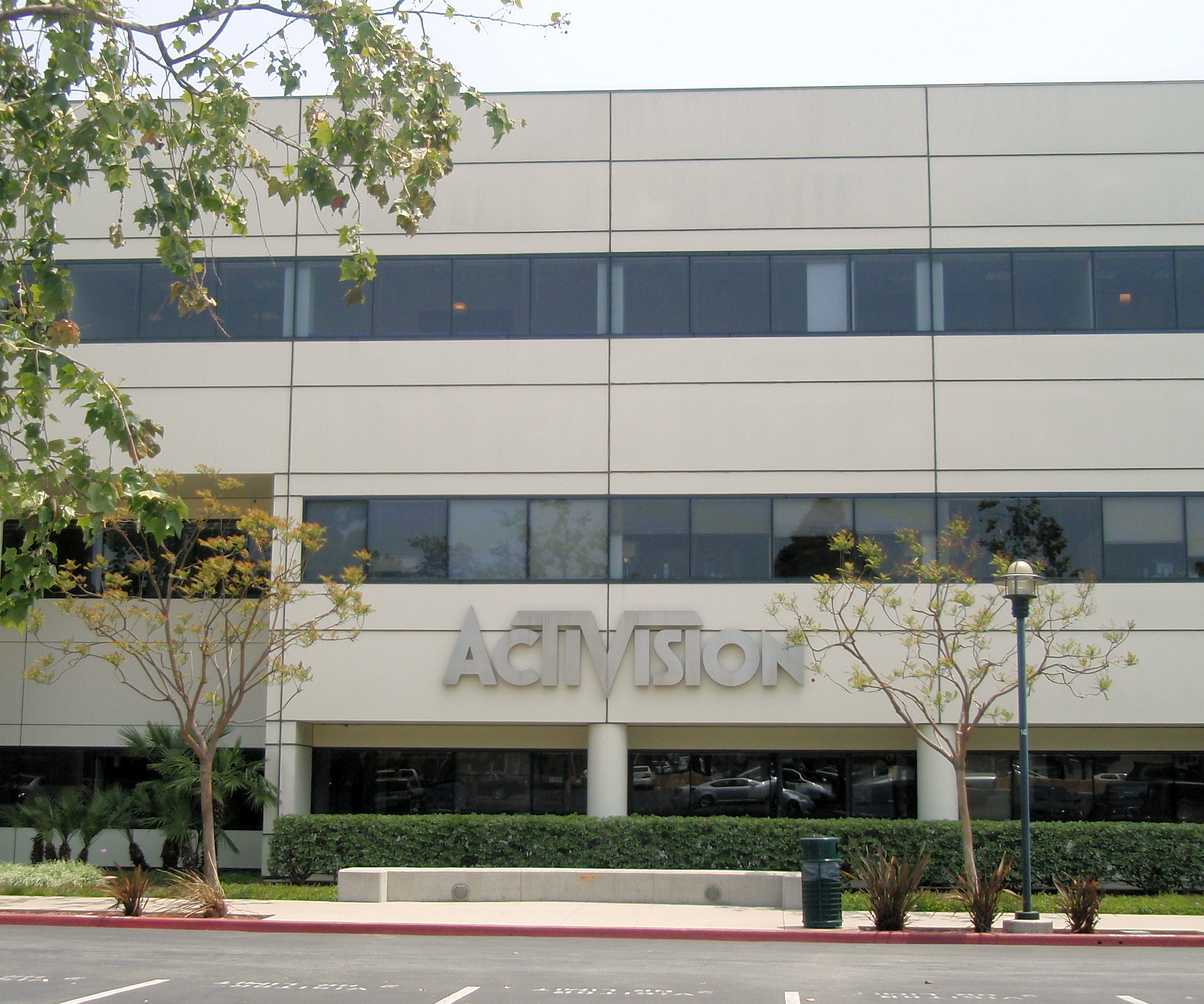
Hands-On Mobile recibió licencias de Activision para el traslado de 51 canciones, dos personajes, tres lugares para interpretaciones y cuatro guitarras a la versión móvil. En la imagen, las oficinas centrales de Activision.

Originalmente, Guitar Hero Mobile fue publicada por Hands-On Mobile y desarrollada por MachineWorks Northwest LLC. Para la primera entrega, Guitar Hero III Mobile, Hands-On Mobile recibió licencias de Activision para el traslado de 51 canciones, dos personajes (Axel Steel y Judy Nails), tres lugares para interpretaciones y cuatro guitarras a la versión móvil. El juego fue lanzado originalmente para Verizon Wireless, y puestos a disposición de otras compañías de telefonía móvil en febrero de 2008. El juego fue programado por Robinson Technologies (acortado a RTSoft) en asociación con MachineWorks Northwest LLC. Los gráficos del juego fueron desarrollados, en colaboración con RTSoft and MachineWorks Northwest LLC, por Anthem Game Group.
El audio fue tomado de los archivos de audio originales usados por Activision para Guitar Hero III: Legends of Rock. Los archivos de audio fueron reducidos en tamaño, no obstante, se mantuvo el multicanal. Por ejemplo, canales independientes se utilizaron para la pista de guitarra, instrumentos y voces de fondo, público, entre otros. Cada canción se redujo en longitud a dos minutos para mantener una «estabilización de datos» del juego. Para reducir el tamaño del archivo que utilice el teléfono, solo dos canciones se almacenan en cualquier momento. El acceso a otras canciones requiere que estas sean descargadas a través de una red de telefonía celular. Inicialmente, se consideró que los botones de los trastes fueran cinco —como en la versión original—, pero las pruebas mostraron que el juego sería más entretenido con sólo tres botones. Transiciones rápidas y presiones simultáneas de botones se incluyeron para añadir mayor dificultad al juego y compensar los botones faltantes.
En junio de 2009, se anunció que Glu Mobile desarrollaría versiones de varios de los títulos de Activision, incluyendo Guitar Hero 5, Modern Warfare 2, y Tony Hawk: Ride para su lanzamiento en el último trimestre de 2009. La versión móvil de Guitar Hero 5 desarrollada para las plataformas Android, BlackBerry, BREW, Java ME y Windows Mobile. En un cambio de los juegos anteriores de la serie, los jugadores tienen la opción de descargar versiones MP3 de canciones a través de servicios de datos de Internet en lugar de utilizar las versiones MIDI que vienen con el juego.

## Banda sonora

### Guitar Hero III Mobile
Guitar Hero III Mobile ofrece 15 canciones jugables de Guitar Hero II y Guitar Hero III: Legends of Rock con los paquetes de expansión adicionales publicados cada mes. La calidad y el formado de la canción varía según el tipo de teléfono. Sin embargo, para reducir el tamaño de archivo de las canciones, éstas sólo están disponibles en una longitud máxima de dos minutos.

#### Lista principal de canciones
Al igual que en la serie original, la versión móvil presenta las canciones separadas en tres niveles, cada uno con cuatro canciones que se deben completar, más una canción encore, que se trata de una canción extra. Completar con éxito el encore permite al jugador desbloquear el siguiente nivel de canciones, además de dar la posibilidad de tocar las canciones ya completadas con éxito en el modo partida rápida.
| Año  | Canción                               | Intérprete               | Nivel                     |
| ---- | ------------------------------------- | ------------------------ | ------------------------- |
| 1970 | «Black Magic Woman»                   | Santana                  | 1. Opening Licks          |
| 1993 | «Cherub Rock»                         | The Smashing Pumpkins    | 2. Amp Warmers            |
| 1979 | «Hit Me with Your Best Shot»          | Pat Benatar              | 2. Amp Warmers            |
| 1973 | «Jessica»                             | The Allman Brothers Band | 3. String Snappers        |
| 2006 | «Miss Murder»                         | AFI                      | 1. Opening Licks          |
| 2006 | «Monsters»                            | Matchbook Romance        | 3. String Snappers        |
| 1970 | «Paranoid»                            | Black Sabbath            | 3. String Snappers        |
| 1984 | «Rock You Like a Hurricane»           | Scorpions                | 3. String Snappers Encore |
| 1972 | «School's Out»                        | Alice Cooper             | 1. Opening Licks Encore   |
| 1983 | «Shout at the Devil»                  | Mötley Crüe              | 3. String Snappers        |
| 1974 | «Strutter»                            | Kiss                     | 2. Amp Warmers            |
| 1991 | «Suck My Kiss»                        | Red Hot Chili Peppers    | 1. Opening Licks          |
| 1996 | «Trippin' on a Hole in a Paper Heart» | Stone Temple Pilots      | 2. Amp Warmers Encore     |
| 2005 | «Woman»                               | Wolfmother               | 1. Opening Licks          |
| 1978 | «You Really Got Me»                   | Van Halen                | 2. Amp Warmers            |

#### Paquete de descargas mensuales
Cada mes desde enero de 2008, un paquete de tres canciones ha sido lanzado como contenido descargable para el juego. Las canciones descargadas de esta manera pueden ser jugadas en el modo carrera o en el modo partida rápida.
| Año  | Canción                              | Intérprete               | Lanzamiento        |
| ---- | ------------------------------------ | ------------------------ | ------------------ |
| 1988 | «Mother»                             | Danzig                   | Enero de 2008      |
| 1977 | «Barracuda»                          | Heart                    | Enero de 2008      |
| 1971 | «The Seeker»                         | The Who                  | Enero de 2008      |
| 2006 | «Life Wasted»                        | Pearl Jam                | Enero de 2008      |
| 1989 | «She Bangs the Drums»                | The Stone Roses          | Enero de 2008      |
| 1983 | «Pride and Joy»                      | Stevie Ray Vaughan       | Febrero de 2008    |
| 1970 | «War Pigs»                           | Black Sabbath            | Marzo de 2008      |
| 1973 | «Search and Destroy»                 | Iggy Pop and the Stooges | Marzo de 2008      |
| 1974 | «Free Bird»                          | Lynyrd Skynyrd           | Marzo de 2008      |
| 1976 | «Crazy on You»                       | Heart                    | Abril de 2008      |
| 2004 | «Laid to Rest»                       | Lamb of God              | Abril de 2008      |
| 2007 | «Metal Heavy Lady»                   | Lions                    | Abril de 2008      |
| 1975 | «Slow Ride»                          | Foghat                   | Mayo de 2008       |
| 1992 | «Black Sunshine»                     | White Zombie             | Mayo de 2008       |
| 1970 | «Mississippi Queen»                  | Mountain                 | Mayo de 2008       |
| 2005 | «Stricken»                           | Disturbed                | Junio de 2008      |
| 1987 | «Talk Dirty to Me»                   | Poison                   | Junio de 2008      |
| 1975 | «Rock and Roll All Nite»             | Kiss                     | Junio de 2008      |
| 1985 | «Madhouse»                           | Anthrax                  | Julio de 2008      |
| 1990 | «Psychobilly Freakout»               | The Reverend Horton Heat | Julio de 2008      |
| 1973 | «Rock and Roll, Hoochie Koo»         | Rick Derringer           | Julio de 2008      |
| 1990 | «Stop!»                              | Jane's Addiction         | Agosto de 2008     |
| 2007 | «The Arsonist»                       | Thrice                   | Agosto de 2008     |
| 1990 | «John The Fisherman»                 | Primus                   | Agosto de 2008     |
| 1962 | «Misirlou»                           | Dick Dale                | Septiembre de 2008 |
| 1976 | «Carry on Wayward Son»               | Kansas                   | Septiembre de 2008 |
| 1991 | «Girlfriend»                         | Matthew Sweet            | Septiembre de 2008 |
| 1981 | «YYZ»                                | Rush                     | Octubre de 2008    |
| 2006 | «Freya»                              | The Sword                | Octubre de 2008    |
| 1984 | «Tonight I'm Gonna Rock You Tonight» | Spinal Tap               | Octubre de 2008    |
| 1973 | «La Grange»                          | ZZ Top                   | Noviembre de 2008  |
| 1972 | «Cities on Flame with Rock and Roll» | Blue Öyster Cult         | Noviembre de 2008  |
| 1977 | «Last Child»                         | Aerosmith                | Noviembre de 2008  |
| 2006 | «Closer»                             | Lacuna Coil              | Diciembre de 2008  |
| 2005 | «F.C.P.R.E.M.I.X.»                   | The Fall of Troy         | Diciembre de 2008  |
| 1990 | «Cliffs of Dover»                    | Eric Johnson             | Diciembre de 2008  |

### Guitar Hero World Tour Mobile
Guitar Hero World Tour Mobile incluye 15 canciones en el juego original; uno o más temas son lanzados cada mes.

#### Lista principal de canciones
| Año  | Canción                        | Intérprete                         | Nivel                                      |
| ---- | ------------------------------ | ---------------------------------- | ------------------------------------------ |
| 1993 | «Are You Gonna Go My Way»      | Lenny Kravitz                      | 1. Rho Omega Kappa Fraternity House        |
| 1978 | «Hollywood Nights»             | Bob Seger & the Silver Bullet Band | 3. Festival Arena                          |
| 2007 | «Lazy Eye»                     | Silversun Pickups                  | 1. Rho Omega Kappa Fraternity House Encore |
| 2008 | «Obstacle 1»                   | Interpol                           | 3. Festival Arena                          |
| 1978 | «One Way or Another»           | Blondie                            | 1. Rho Omega Kappa Fraternity House        |
| 2008 | «Overkill»                     | Motörhead                          | 3. Festival Arena Encore                   |
| 2008 | «Re-Education Through Labor»   | Rise Against                       | 3. Festival Arena                          |
| 1996 | «Santeria»                     | Sublime                            | 2. Castlestein Concert                     |
| 1995 | «Some Might Say»               | Oasis                              | 2. Castlestein Concert Encore              |
| 1996 | «Spiderwebs»                   | No Doubt                           | 2. Castlestein Concert                     |
| 2003 | «Stillborn»                    | Black Label Society                | 1. Rho Omega Kappa Fraternity House        |
| 1975 | «Stranglehold"                 | Ted Nugent                         | 3. Festival Arena                          |
| 1974 | «Sweet Home Alabama» (en vivo) | Lynyrd Skynyrd                     | 2. Castlestein Concert                     |
| 1993 | «Today»                        | Smashing Pumpkins                  | 2. Castlestein Concert                     |
| 1970 | «Up Around the Bend»           | Creedence Clearwater Revival       | 1. Rho Omega Kappa Fraternity House        |

#### Paquete de descargas mensuales
| Canción                    | Intérprete         | Lanzamiento       |
| -------------------------- | ------------------ | ----------------- |
| «The Joker»                | Steve Miller       | Diciembre de 2008 |
| «G.L.O.W.»                 | Smashing Pumpkins  | Diciembre de 2008 |
| «You're Gonna Say Yeah»    | HushPuppies        | Enero de 2009     |
| «Our Truth»                | Lacuna Coil        | Febrero de 2009   |
| «Gimme All Your Lovin'»    | ZZ Top             | Febrero de 2009   |
| «Demolition Man» (en vivo) | Sting              | Febrero de 2009   |
| «Band on the Run»          | Wings              | Abril de 2009     |
| «Nuvole E Lenzuola»        | Negramaro          | Mayo de 2009      |
| «Toy Boy»                  | Stuck in the Sound | Junio de 2009     |
| «Jimi»                     | Slightly Stoopid   | Junio de 2009     |

### Guitar Hero 5 Mobile
Guitar Hero 5 Mobile incluye 5275 canciones, guardadas como archivos MIDI en el juego, aunque los jugadores pueden descargar versiones MP3 de las canciones a través de la red de datos de su móvil antes de jugar.
| Año  | Canción                         | Intérprete                  |
| ---- | ------------------------------- | --------------------------- |
| 2008 | «A-Punk»                        | Vampire Weekend             |
| 2008 | «Blue Day»                      | Darker My Love              |
| 2009 | «Bring the Noise 20XX»          | Public Enemy con Zakk Wylde |
| 1994 | «Comedown»                      | Bush                        |
| 2007 | «Demon(s)»                      | Darkest Hour                |
| 1995 | «Disconnected»                  | Face to Face                |
| 2000 | «Ex-Girlfriend»                 | No Doubt                    |
| 1975 | «Fame»                          | David Bowie                 |
| 2000 | «Kryptonite»                    | 3 Doors Down                |
| 1992 | «Lithium» (en vivo)             | Nirvana                     |
| 2003 | «One Big Holiday»               | My Morning Jacket           |
| 1995 | «Only Happy When It Rains»      | Garbage                     |
| 2001 | «The Rock Show»                 | Blink-182                   |
| 2008 | «Sneak Out»                     | Rose Hill Drive             |
| 1980 | «The Spirit of Radio» (en vivo) | Rush                        |
| 2006 | «Streamline Woman»              | Gov't Mule                  |
| 1996 | «What I Got»                    | Sublime                     |
| 2008 | «You and Me»                    | Attack! Attack!             |
| 1998 | «Younk Funk»                    | The Derek Trucks Band       |

## Recepción y crítica
El primer título de la serie, Guitar Hero III Mobile, fue bien recibido en su lanzamiento. IGN lo consideró una «buena adaptación» de Guitar Hero para el teclado de los teléfonos móviles. La página además comentó que, si bien puede ser difícil descargar las canciones para el juego, requiriendo que el usuario tenga que ser persistente durante la descarga, la calidad del sonido era excelente y la simplificación a tres de los cinco botones que hacen al juego «accesible a cualquier persona». La multinacional de multimedia CNET destacó la calidad del sonido y las animaciones, así como la facilidad de jugarlo. Cell Play se refirió al juego como «el verdadero puerto móvil de rock», y elogió el nivel de dificultad llevado a cabo con la configuración de tres botones. La revisión de 1UP.com criticó el diseño compacto que podía llevar a calambres de mano, y que el espacio limitado en la versión móvil permitió que sólo dos canciones se almacenaran a la vez. 1UP también lamentó las versiones acortadas de las canciones, dada la calidad de audio excepcional alcanzado en la plataforma móvil. Su revisión resume su experiencia como «una interpretación literal de la fórmula de Guitar Hero, que al parecer no hubo espacio para alterar el juego para enfatizar los puntos fuertes de la plataforma móvil». Guitar Hero III Mobile ganó dos premios en la Qualcomm 2008 BREW Developers Conference, obteniendo el galardón «Mejor Juego» y otro por «Elección del Público». El juego ha sido descargado 2,5 millones de veces, tanto Verizon como Hands-On Mobile afirman que más de 250 000 canciones se reproducen en un día en la plataformas móviles.
Guitar Hero III: Backstage Pass también fue elogiada por la adición de elementos de rol y minijuegos más pequeños, además de traer la serie en línea del juego con otros teléfonos móviles. El juego ganó el Premio Webby de 2009 a la Mejor Aplicación de Juego para Móviles.
Guitar Hero World Tour Mobile también ha recibido elogios similares a sus predecesores. CNet y IGN, ambos comentaron sobre la mejora en la calidad de sonido tanto para los teléfonos de baja como de alta calidad, con canciones que se «reconocen al instante» en móviles de baja calidad; pero señaló que ésta calidad vino con la desventaja de tener que utilizar más memoria, y una descarga más lenta a través de las redes de celulares. No obstante, Pocket Gamer UK señaló que en la versión de Java ME, las canciones son solo una ligera mejora respecto a la de un archivo MIDI. La adición de la banda, la cual se dice que dobla de forma efectiva la cantidad de jugabilidad y multijuador para el juego, también fue bien recibida. Sobre Guitar Hero 5, se elogió la capacidad de utilizar mejores versiones de calidad de las canciones, aunque sigue permitiendo a la gente con planes de datos limitados disfrutar del juego con las versiones MIDI.